# Samurái de Ebon
Samurái de Ebon es un personaje ficticio que aparece en los cómics estadounidenses publicados por Marvel Comics. Su primera aparición fue en Alpha Flight # 9 (2005) y fue creada por Scott Lobdell y Clayton Henry.

## Biografía del personaje ficticio
Una vez asignado a la Guardia Imperial de Japón, la rama de élite de la Agencia Nacional de Policía responsable de proteger al Emperador, el oficial de policía de carrera, Capitán Kioshi Keishicho estuvo presente hace años durante un intento de asesinato por parte de la organización terrorista internacional conocida como HYDRA. Aunque el Emperador no resultó dañado en el ataque, Keishicho fue asesinado por la espada del mutante Samurái de Plata (Kenuichio Harada), quien estaba afiliado a Hydra en ese momento.
Después de sus ritos funerarios, el alma de Keishicho descendió a Yomi, el reino inferior sintoísta, donde fue confrontado por Amatsu-Mikaboshi, el dios del mal primordial. Sintiendo la sed de venganza de Keishicho por venganza, Mikaboshi se ofreció a permitirle regresar al reino de los mortales para vengarse del hombre responsable de su muerte. Sin darse cuenta de las condiciones vinculadas al acuerdo de Mikaboshi, Keishicho aceptó fácilmente. Sin embargo, a su regreso a la tierra de los vivos como un renacido, Keishicho se sorprendió al descubrir que estaba permanentemente unido a una armadura de ébano modelada después de la que usaba el Samurai de Plata. Además, la espada katana que ahora manejaba estaba místicamente unida a la esencia de un demonio shinma que inconscientemente le recordaba la deuda con Mikaboshi. Luchando por mantener una apariencia de humanidad y resistir la influencia corruptora del demonio shinma, Keishicho comenzó a investigar el paradero del Samurai de Plata, esperando despacharlo lo antes posible para que su alma finalmente pueda estar en paz. Al enterarse de que su objetivo estaba afiliado a Big Hero 6, Keishicho se infiltró en la sede del equipo de Tokio, solo para descubrir que el Samurai de Plata se había separado del equipo y se suponía que había fallecido. Después de un breve altercado, Keishicho explicó su situación a Big Hero 6 y actuó brevemente junto al equipo como el "Samurai de Ebon", creyendo que no tenía otro propósito para servir ahora que Samurái de Plata estaba muerto. Él estaba entre los miembros del equipo presentes en la conferencia de prensa donde Big Hero 6 anunció su intención de colaborar más estrechamente con el gobierno japonés.
Sin embargo, al enterarse de que el Samurái de Plata todavía estaba vivo, Samurái de Ebon abandonó inmediatamente el equipo para continuar la búsqueda de su asesino. Luego vagó por el campo japonés, luchando por mantener la oscura influencia de Mikaboshi bajo control mientras investigaba todas las pistas posibles para determinar la ubicación del Samurái de Plata. Al enterarse de que Samurái de Plata se había convertido en el guardaespaldas del primer ministro japonés, Kiochi abandonó su búsqueda de venganza, dándose cuenta de que asesinar a Harada constituiría una traición a su país. Más tarde acompañó a su compañera de equipo de Big Hero 6, Sunpyre (Lumina) al Microverso para ayudarla a liberar su planeta natal de Coronar.

## Poderes y habilidades
El arma principal de Samurái de Ebon es su katana, una espada larga tradicional de samurai, que está unida místicamente a un demonio shinma cuya esencia oscura envuelve la espada de la espada. Puede usar la espada, tan mejorada, para cortar cualquier sustancia conocida, excepto Adamantium. Sin embargo, la presencia del demonio también corrompe el alma de Samurái de Ebon cada vez que empuña la katana. Su arsenal ofensivo también incluye una espada wakizashi más corta y cuchillas shuriken afiladas y manuales. La armadura de Samurái de Ebon está construida con un metal desconocido nativo de Yomi y tiene suficiente articulación en las áreas apropiadas para no impedir sus movimientos.
Samurái de Ebon está entrenado en procedimientos de investigación y bushidō (el código de conducta del samurai), habiendo aprendido ambos en la Academia de Policía Nacional de Japón. Sin embargo, desde su resurrección como un miembro de la Tierra, Samurái de Ebon es propenso a repentinos estallidos de ira y violencia cada vez que la influencia de Mikaboshi se vuelve demasiado fuerte para reprimirla.